# Драколимни (Смолика)
Драколимни (на гръцки: Δρακολίμνη, в превод Драконово езеро, още Λύγκα, Линга, Ντιβιρλίγκα, Дивирлинга) е планинско езеро в планината Смолика, Епир, Гърция.

## Описание
Преди 10-15 хиляди години, след оттеглянето на ледниците, в Европа са възникнали хиляди езера. В днешна Гърция има около 60 такива езера, като само около тридесет от тях са с площ, по-голяма от 1 km2.
Драколимни в Смолика е разположено на 2150 m, западно от едноименния връх Смолика (Σμόλικα) (2637 m), първенец на втората по височина планина в Гърция. В езерото има алпийски тритони. Езерото има сърцевидна форма, като площта му е 3-4 декара, обиколката му е 375 стъпки, но е твърде дълбоко.